# Kalapa

Sambhala királysága középen a fővárossal, Kalapával.

Kalapa (tibeti?: Kalāpa, jelentése: kötött, köteg) a buddhista legenda szerint a mitikus Sambhala Királyság fővárosa, ahol oroszlános trónusán ülve Kulika király uralkodik.

## Leírása
A legenda szerint egy gyönyörű város, Sambhala fővárosa. Szantálfa ligetében egy Szucsandra király (Suchandra, tibeti: Dawa Sangp) által készített hatalmas háromdimenziós Kálacsakra mandala található.

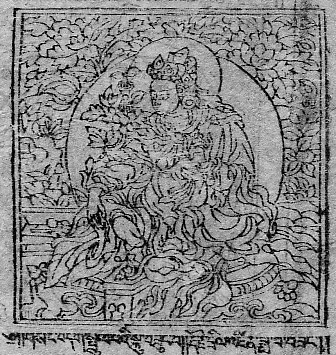
Szucsandra király.

Az udvar, a király kilenc emelet magas palotája egy gyöngy magaslaton áll a központban. A királyi hálókamra mennyezete és padlója olyan kristályból készült, amely meleget sugároz. A négyzet alapterületű várost rubinból épült falak veszik körül. Drágakövekből készült négy kapun lehet belépni. 31 pavilon található benne, amelyek mindegyikét kertek és patakok vesznek körül. A várost két oldalról két félhold alakú tó fogja közre.

## Fordítás
- Ez a szócikk részben vagy egészben  a   Kalapa című angol Wikipédia-szócikk ezen változatának fordításán alapul.  Az eredeti cikk szerkesztőit annak laptörténete sorolja fel. Ez a jelzés csupán a megfogalmazás eredetét és a szerzői jogokat jelzi, nem szolgál a cikkben szereplő információk forrásmegjelöléseként.